# 炸荷花
炸荷花，为山东省济南市的一道地方名菜，为鲁菜济南派系，主要特色在于该菜以荷花花瓣为原料制成。
炸荷花的主要用料为荷花中层最嫩的花瓣，辅料为面粉、鸡蛋等。基本做法为，首先将面粉鸡蛋白糖等做成糊状，将洗净后的花瓣蘸满面粉糊，然后将其入油炸黄。
中国现代作家老舍曾著有一篇短文《吃莲花的》，记述了济南的特色菜肴炸荷花。